# Buanes
Buanes ist eine französische Gemeinde mit 240 Einwohnern (Stand 1. Januar 2022) im Département Landes in der Region Nouvelle-Aquitaine (vor 2016: Aquitanien). Die Gemeinde gehört zum Arrondissement Mont-de-Marsan und zum Kanton Adour Armagnac.
Der Name in der gascognischen Sprache lautet ebenfalls Buanes. Er leitet sich vom lateinischen Wort budana (deutsch Binsen) ab und gibt einen Hinweis auf die Naturumgebung bei der Besiedelung.
Die Einwohner werden Buanais und Buanaises genannt.

## Geographie
Buanes liegt circa 20 Kilometer südöstlich von Mont-de-Marsan in der Gascogne am südöstlichen Rand des Départements.
Umgeben wird Buanes von den Nachbargemeinden:
|         | Larrivière-Saint-Savin                      |         |
| Fargues | Kompassrose, die auf Nachbargemeinden zeigt | Classun |
|         | Saint-Loubouer                              |         |

Buanes liegt im Einzugsgebiet des Flusses Adour.
Der Bahus und der Ruisseau de Téchénérat, hier auch Ruisseau de Lagrabe genannt, sind Nebenflüsse des Adour und durchqueren das Gebiet der Gemeinde.

## Geschichte
Funde von Megalithen belegen eine frühe Besiedelung auf dem Gebiet der Gemeinde in der Urgeschichte. Der Dolmen Naoutet, genannt nach dem Viertel, in dem er entdeckt wurde, war teilweise von einem künstlichen Erdhügel bedeckt. Er wurde gegen 1950 zerstört. Die Deckplatte besaß einen Durchmesser von 2 m und eine Dicke von 0,70 m. Ein anderer Stein befindet sich in der Nähe der Quelle des Ruisseau de Lagrabe, im Viertel Larqué. Es kann sich um einen umgefallenen Menhir oder eine Deckplatte eines Dolmens handeln. Er ist größtenteils von Erde bedeckt, und ein Teil ist in früherer Zeit zerbrochen.
Auf der Anhöhe über dem Tal des Bahus wurde 1348 das Dorf als Bastide gegründet. Die Kirchengemeinde unterstand dabei der Kirche Saint-Ouens in Saint-Perdon. Ein Vertrag über die Lehnsrechte wurde zwischen Pierre I. von Castelnau und dem englischen König und Herzog der Guyenne Eduard III. geschlossen, der beiden eine Gleichstellung garantierte. Die Bastide umfasste sieben Häuserblöcke, die von Gärten umgeben waren. Die Weinberge wurden im Süden des Hügels aufgeteilt. 1620 unterstand das Dorf der Markgrafschaft von Geaune, die zu dieser Zeit im Besitz der Familie Castelnau-Tursan war. In der Folgezeit wechselten die Eigentümer der Grundherrschaft von Buanes in rascher Folge. Während der Hugenottenkriege stand das Dorf auf der Seite der Protestanten. Zu Beginn des 20. Jahrhunderts war ein großer Teil der Bevölkerung damit beschäftigt, in Schuldknechtschaft den gepachteten Boden gegen eine Abgabe eines Teils der Ernte zu bewirtschaften.

### Einwohnerentwicklung
Nach Höchstständen der Einwohnerzahl von über 900 zu Beginn des 19. Jahrhunderts reduzierte sich die Zahl bei mehreren kurzen Erholungsphasen bis zu den 1950er Jahren auf ein Niveau von rund 180 Einwohnern, bevor mit der Jahrtausendwende eine Wachstumsperiode begann, die in jüngster Zeit wieder rückläufig zu sein scheint.
| Jahr      | 1962 | 1968 | 1975 | 1982 | 1990 | 1999 | 2006 | 2010 | 2022 |
| --------- | ---- | ---- | ---- | ---- | ---- | ---- | ---- | ---- | ---- |
| Einwohner | 184  | 180  | 174  | 189  | 173  | 199  | 243  | 278  | 240  |

## Sehenswürdigkeiten

### PfarrkircheSaint-Philippe et Saint-Jacques

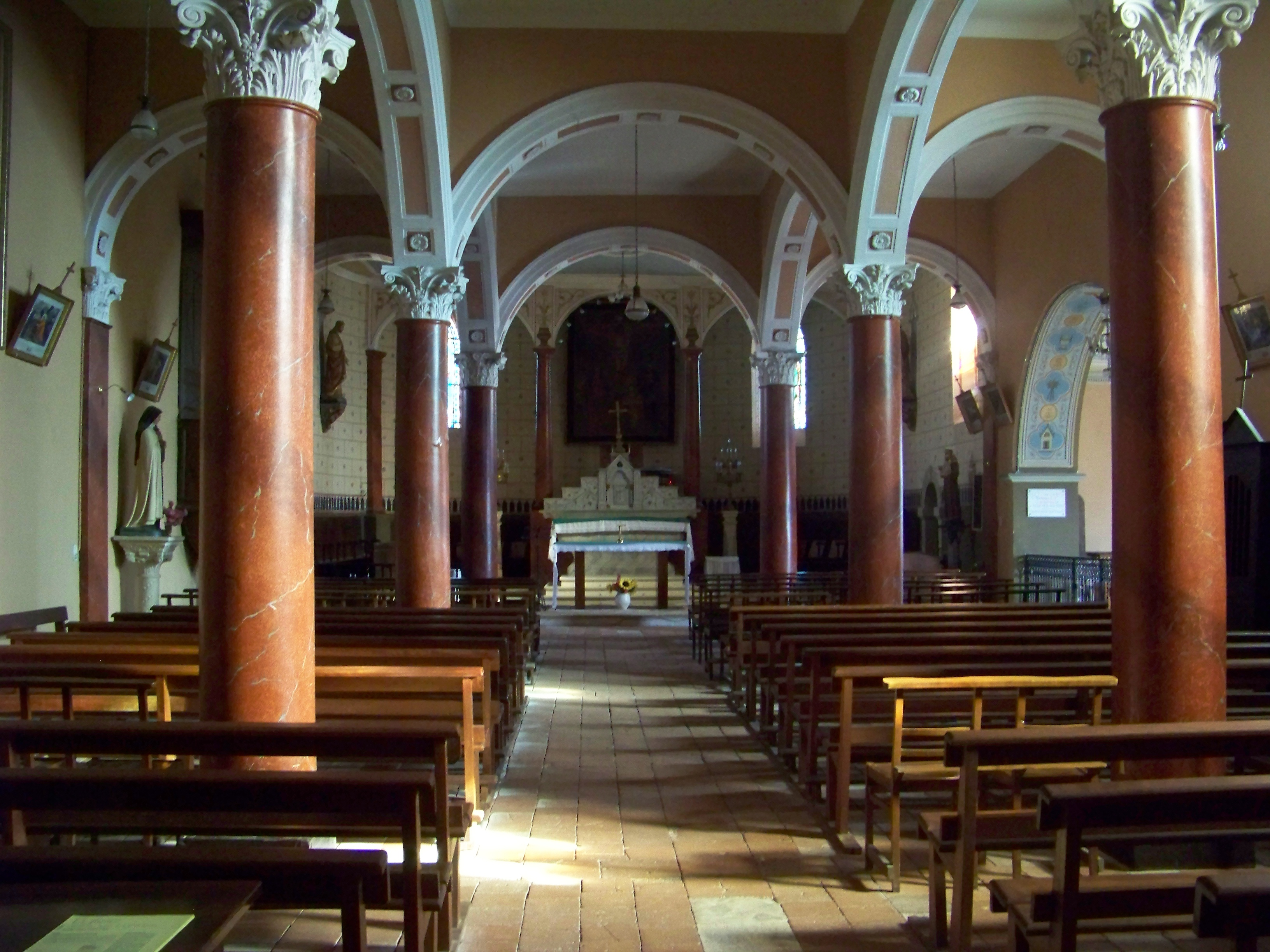
Blick in das Kircheninnere

Die Kirche wurde im 14. Jahrhundert zur gleichen Zeit wie die Gründung der Bastide errichtet. Sie dürfte zu Beginn aus einem einfachen rechteckigen Saal bestehen, der im Westen durch einen hohen Glockengiebel begrenzt wurde, der in seiner Mitte auf beiden Seiten von einem Strebepfeiler abgesichert wurde. Im 16. Jahrhundert wurde die Kirche im Osten durch eine halbrunde Apsis verlängert, die etwas breiter ist. Ein altes Fenster wurde bei ihrem Bau wiederverwertet und ihre Südseite wurde mit Maßwerk ausgestattet. Auf der Südseite wurde in der Folge eine Kapelle, später eine Sakristei hinzugefügt.
Im 17. Jahrhundert wurde das Langhaus in drei Kirchenschiffe von je zwei Jochen Länge eingeteilt. Dies wurde durch zwei Reihen von je drei Säulen erreicht, die in Längsrichtung Segmentbögen, in Querrichtung Bögen zu den in die Wände eingelassenen Pilastern tragen. Eine einfache, flache Decke bedeckt das heutige Langhaus. Der hintere Bereich des Chors ist ebenfalls durch Arkaden in Querrichtung abgetrennt, hier allerdings in kleineren Proportionen. Die Schäfte der Säulen sind aus falschem rotem Marmor gearbeitet. Sie tragen korinthische oder komposite Kapitelle. In den Laibungen alternieren rechteckige mit quadratischen Feldern aus falschem Marmor, die mit Fleurons und Rosetten mit einer großen Vielfalt umrahmt werden.
Die Seitenkapelle, die der Jungfrau Maria gewidmet ist, ist außen mit Schiefer gedeckt im Gegensatz zum restlichen Gebäude, das mit Ziegeln gedeckt ist. Sie wurde zu Beginn des 20. Jahrhunderts in einem anderen Stil eingerichtet. Ihr Gewölbe ist mit Stäben aus Stuck strukturiert. Die dazwischenliegenden Felder sind auf der rechten Seite mit feinen Lianen, auf der Apsiskalotte mit Vasen verziert, aus denen große Sträuße mit Lilien oder anderen Blumen quellen.
Der Glockengiebel und die Innenausstattung sind seit dem 8. Februar 1984 als Monuments historiques eingeschrieben.

## Wirtschaft und Infrastruktur
Die Landwirtschaft ist der wichtigste Wirtschaftsfaktor der Gemeinde.
Buanes liegt in der Zone AOC des Weinbaugebiets Tursan.

### Verkehr
Buanes ist erreichbar über die Routes départementales 11, 25 und 335.